# Andreas Mogensen
Andreas Enevold Mogensen (Copenhague, 1 de abril de 1973) é um astronauta dinamarquês, o primeiro de seu país, formado pela Agência Espacial Europeia, como parte do programa IRISS – Iris, deusa mensageira dos deuses + ISS, o acrônimo em inglês da estação espacial internacional. Um programa de dez dias no espaço para estudos científicos programados por cientistas europeus, centrados em tecnologia de ponta.
Após completar os estudos na Escola Internacional de Copenhague, em 1995, Mogensen mudou-se para o Reino Unido, onde fez um mestrado em engenharia aeronáutica no Colégio Imperial de Londres, em 1999. Em 2007 recebeu o título de Ph.D. em engenharia aeroespacial pela Universidade do Texas, em Austin. Ali, defendeu uma tese sobre técnicas de navegação para se chegar ao planeta Marte.
Ao longo de sua vida, chegou a morar em diferentes lugares como Tailândia, Singapura, Reino Unido, Portugal, trabalhando para um instituto de robótica, Alemanha, Congo, trabalhando para a Schlumberger, uma indústria petrolífera, Califórnia e Texas.

## Carreira
Mogensen foi selecionado como astronauta em 20 de maio de 2009, tornando-se membro da terceira turma de astronautas da ESA, turma esta composta por seis membros, sendo dois da Itália (Luca Parmitano e Samantha Cristoforetti), um do Reino Unido (Timothy Peake), um da França (Thomas Pesquet), um da Alemanha (Alexander Gerst) e ele próprio, o primeiro da Dinamarca. Como todos os demais membros da turma, Mogensen iniciou em 1 de setembro de 2009 os treinos básicos. Em novembro de 2010 foi qualificado como astronauta, o primeiro de seu país, integrante da "Classe de 2009". 
Cinco anos depois foi lançado em sua primeira missão ao espaço, em 2 de setembro de 2015, a bordo da nave Soyuz TMA-18M, do Cosmódromo de Baikonur, no Casaquistão, junto dos cosmonautas Sergei Volkov e Aidyn Aimbetov, este também o primeiro cosmonauta do Casaquistão, para os dez dias da missão IRISS, na ISS. Retornou em 11 de setembro, depois de realizar várias experiências científicas, a bordo da Soyuz TMA-16M, acoplada na ISS desde 28 de março, pousando às 00:51 UTC de 12 de setembro (06:51 hora local) a sudeste da remota cidade de Dzhezkazgan, no Casaquistão, onde ele e os demais tripulantes, o comandante Gennady Padalka e o cosmonauta casaque Aimbetov, foram recolhidos pela equipe de apoio em terra.